# Pikermi
Pikermi  este un oraș în Grecia în prefectura Attica.